# Ambassade de Guinée en Allemagne
L'ambassade de Guinée en Allemagne est une mission diplomatique de la république de Guinée en république fédérale d'Allemagne.
L'ambassadeur de la république de Guinée en Allemagne, outre la république fédérale d'Allemagne, est également accrédité auprès de la république de Pologne et du Saint-Siège.

## Ambassadeurs
| N° | Nom et prénom           | titre de fonction   | Début            | Fin            |
| -- | ----------------------- | ------------------- | ---------------- | -------------- |
| 01 | Fatoumata Baldé         | ambassadrice        | 7 juin 2016      | septembre 2018 |
| 02 | Aliou Barry             | ambassadeur         | 14 novembre 2022 |                |
| 03 | Siradio Diallo          | ambassadeur         |                  | 4 février 2022 |
| 04 | Aboubacar Sidiki Konaté | Chargé des affaires | 9 février 2022   | En cours       |